# Chinlechelys tenertesta
La chinlechelide (Chinlechelys tenertesta) è una tartaruga estinta, una delle più antiche note. I resti fossili risalgono al Triassico superiore (circa 205 milioni di anni fa) e sono stati ritrovati in Nuovo Messico (USA).

## Resti fossili
La chinlechelide è nota solo per pochi frammenti di scheletro, sufficienti per ipotizzare una ricostruzione dell'animale sulla base di tartarughe primitive meglio conosciute, come Proganochelys. I frammenti includono due vertebre dorsali fuse a un piccolo pezzo di guscio, in modo simile alle tartarughe odierne. Altri resti includono una parte del piastrone inferiore e un pezzo di carapace posteriore; sono note anche due spine che in vita dovevano proteggere il collo dell'animale.

## Classificazione
Gli studiosi che hanno descritto i resti di Chinlechelys considerano questo animale una delle tartarughe più primitive che si conoscano: il suo guscio doveva essere estremamente sottile (tra 1 e 3 millimetri di spessore) e, contrariamente a tutte le altre tartarughe, le sue costole non sembrano essere state fuse completamente al carapace. Si è ipotizzato, quindi, che questi animali abbiano sviluppato file di piastre nella pelle che, in seguito, si sono ancorate e fuse con le costole e le vertebre per un maggior irrobustimento della struttura.